# 412 v. Chr.
Portal Geschichte | Portal Biografien | Aktuelle Ereignisse | Jahreskalender | Tagesartikel

◄ |
6. Jahrhundert v. Chr. |
5. Jahrhundert v. Chr. |
4. Jahrhundert v. Chr. |
►

◄ | 430er v. Chr. | 420er v. Chr. | 410er v. Chr. | 400er v. Chr. |
390er v. Chr. |
►

◄◄ | ◄ | 415 v. Chr. | 414 v. Chr. | 413 v. Chr. | 412 v. Chr. |
411 v. Chr. |
410 v. Chr. |
409 v. Chr. |
► |
►►

## Ereignisse
- Peloponnesischer Krieg: Peisandros wird Strategos in Athen.

## Gestorben
- Amorges, Söldnerführer
- Hagnon, athenischer Feldherr